# Festival Internacional de Corais
O Festival Internacional de Corais (FIC) é um festival de corais que ocorre anualmente em Belo Horizonte, no estado de Minas Gerais.
É um evento produzido pela Maestria Arte & Cultura Ltda., sob a coordenação do maestro Lindomar Gomes. O evento teve sua 18ª edição no final de 2021, expandindo seu escopo e adotando o nome de Festival Internacional de Corais, Bandas, Congados & Orquestras.